# Renda (tecido)

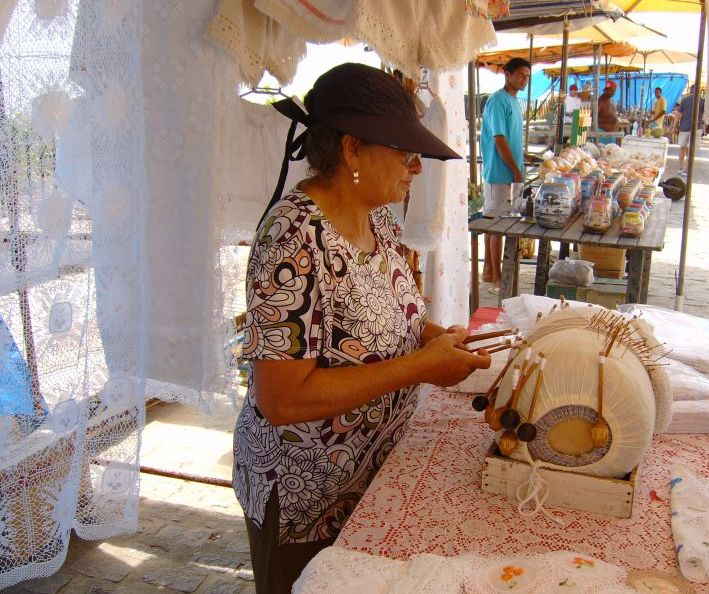
Rendeira de Bilro, no Ceará.

A renda é um tecido delicado feito de fio ou linha em um padrão aberto em forma de teia. Ela pode ser feita à máquina ou à mão, de linho, de seda, algodão ou até mesmo de ouro. É por vezes aplicada como guarnição de vestidos, alfaias e paramentos. Na sua maioria, as rendas compõem-se do desenho ou motivo e o fundo, que mantém o desenho unido. Geralmente, a renda é dividida em duas categorias principais: a renda de bilros e a renda de agulha. Entre outros tipos, incluem-se o crochê (executado com uma agulha) e o frivolité, preparado com naveta, uma espécie de lançadeira, que forma nós com as linhas.
Alguns especialistas apontam que a confecção da renda de agulha e de bilros teve início na Itália no final do século XV.

## Tipos

### Renda de bilros
A origem da renda de bilros é desconhecida. Associa-se a renda de bilros aos flamengos da Bélgica porque nesse país a renda se tornou uma verdadeira indústria importante. Ela esta presente também em outros países como em Portugal, na Espanha, na França, etc. No Brasil a renda esta presente em muitos estados brasileiros mas principalmente na região litorânea. A renda de bilros também é conhecida renda do norte, renda do Ceará ou renda da terra.

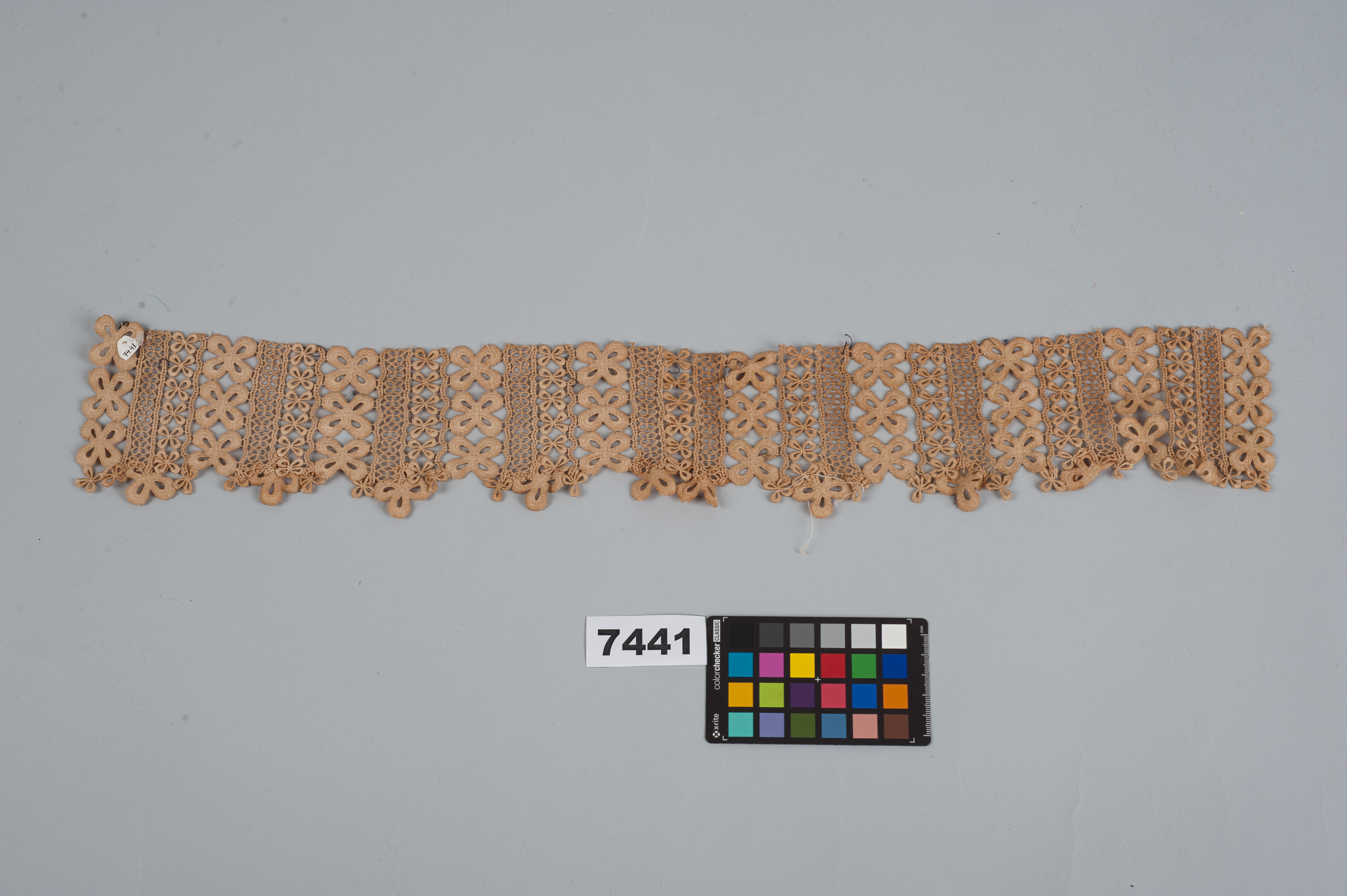
Renda guipir, parte do acervo do Museu Paulista.

#### Renda guipir
A renda guipir (do francês, guipure), conhecida ainda como gripir ou gripier, surgiu na França por volta de 1843 e é feita de tecido de linho ou seda, com motivos em relevo, formando arabescos. Em geral, ela é usada para dar mais requinte às peças, principalmente em vestidos de noiva e roupas íntimas.

### Renda de agulha
O fundo, para a renda de agulha, pode ser de tela aberta ou de filetes ligados. Os rendeiros desenham o motivo em papel-pergaminho e fixam-no num fundo de linho encorpado. A renda é executada preenchendo o desenho com pontos caseados. O desenho pode ser preparado separadamente e o fundo acrescentado depois.

#### Renda renascença
Renda renascença é um trabalho exclusivamente artesanal. Sua trama é executada a partir de um desenho riscado em papel manteiga, fixado em almofada e executada com agulha comum, utilizando linha e lacê (fita de algodão que une as tramas), os pontos mais comuns são xerém, dois, vassourinha, abacaxi pequenininho e cianinha dois. As peças demoram de semanas a um ano para ficarem prontas, dependendo do tamanho.
Sua origem data do século XVI na Itália, como o próprio nome renascença implica. Veio para o Brasil com os portugueses e foi ensinada em Pernambuco nos conventos e colégios internos. A renda renascença chegou a Vila do Poção, pertencente a Pesqueira, na década de 30, junto à luz elétrica, e se espalhou pela região de Poção pelas mãos de uma senhora famosa na cidade, Maria Pastora. A cidade de Pesqueira, vizinha a Poção também destaca-se pela produção deste tipo de renda.
Poção (Pernambuco) é o maior produtor de renda renascença do Brasil. Hoje o Brasil exporta renda para sete países da América, Europa e Ásia.

## História

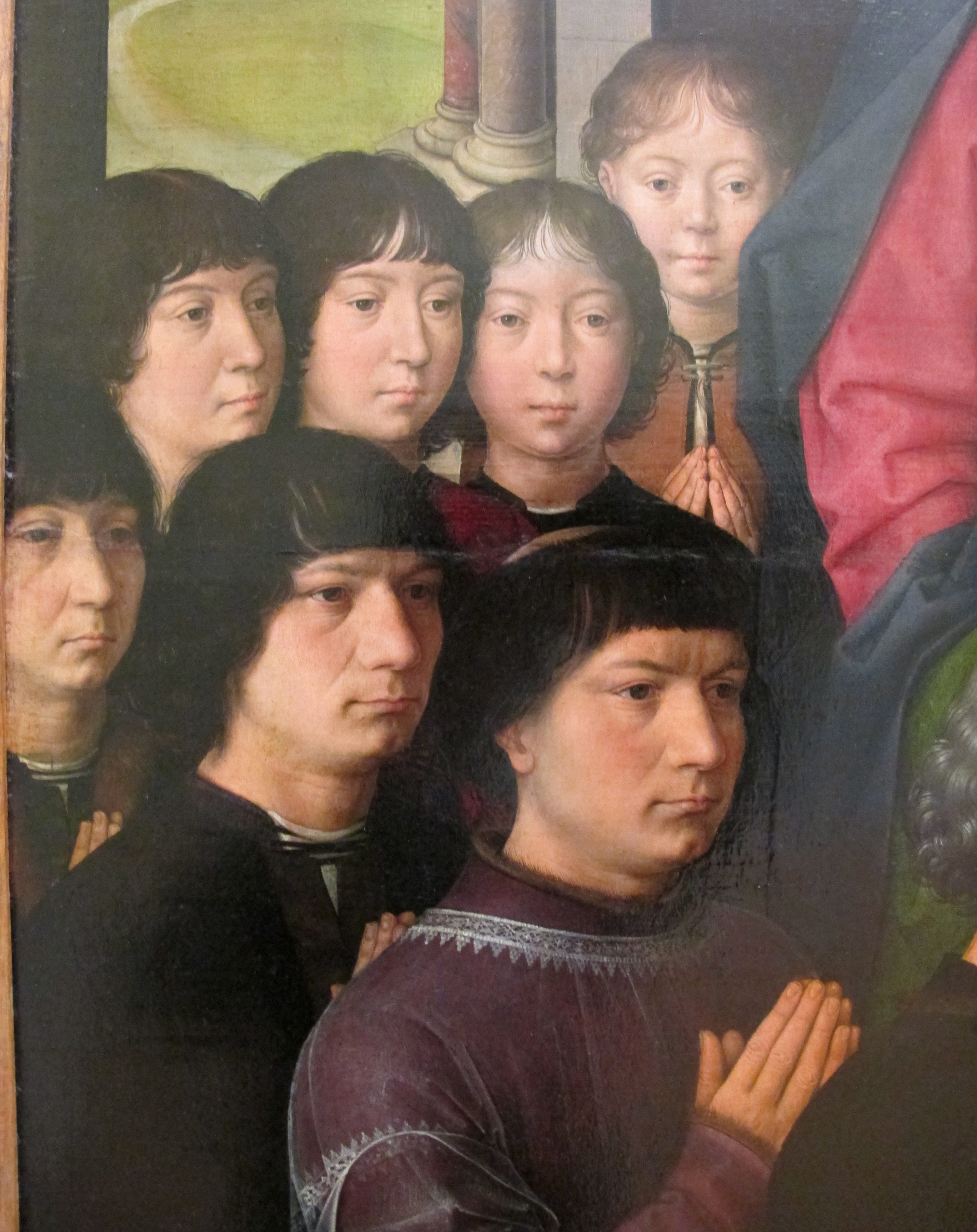
Renda antiga em um fragmento de A Virgem e o Menino, de Hans Memling.

### Origem
A origem da renda é um tema controverso entre os historiadores. Para os que afirmam sua origem italiana, tomam como fonte um testamento de 1493 da família milanesa Sforza. Por outro lado, aqueles que defendem uma origem flamenga apontam que o que se vê na roupa de um sacerdote na pintura A Virgem e o Menino, de aproximadamente 1485, de Hans Memling é uma renda. Mas como a renda surgiu do desenvolvimento de outras técnicas, é impossível dizer que ela teve origem em um único lugar. A fragilidade da renda também faz com que poucas peças antigas sobrevivam, dificultando ainda mais a questão sobre seu surgimento.

### Pré-modernidade
A renda foi usada pelo clero da Igreja Católica como parte dos paramentos em cerimônias religiosas. A renda utilizada pelo clero até o século XVI foi a Richelieu, bordado com ponto vazado ou cortado (punto tagliato). Muitas das rendas que eles usavam eram feitas de ouro, prata e seda. As pessoas com alto poder aquisitivo também começaram a usar essas rendas caras em adornos de roupas e de móveis, como a capa de almofada. Dante e outros escritores do período registraram aquilo que considerava, uma mudança no padrão de vestir que deixava de ser simples para incorporara peças extravagantes. Nos séculos XIII e XIV, nos estados italianos, a renda foi taxada significativamente e foram aprovadas leis suntuárias. Essas leis, em muitos países, tiveram um grande impacto sobre o uso e a produção de renda, sendo poucos os locais que ignoraram-nas ou contornaram-nas. De qualquer forma, essas ações levaram a uma menor demanda pela renda. Em meados do século XIV, alguns rendeiros passaram a usar o linho, que custa menos, na fabricação da renda enquanto outros mudaram-se para outros países. No entanto, foi no século XVI, na parte noroeste do continente europeu, que a renda começou a ser amplamente utilizada. A popularidade da renda aumentou rapidamente e a indústria artesanal de fabricação se espalhou por toda a Europa. O final do século XVI marcou o rápido desenvolvimento da renda, tanto a renda de agulha quanto a de bilros se tornaram fundamentais tanto na moda quanto na decoração da casa. Para realçar a beleza das golas e punhos das roupas, bordava-se uma renda de agulha com laços e picots.

### Modernidade

#### Itália
A renda de agulha e de bilros era feita na Itália no início do século XV.  A documentação que comprova essa questão está no inventário de Beatrice d'Este, Duquesa de Milão, de 1493, no qual há uma lista de rendas finas.

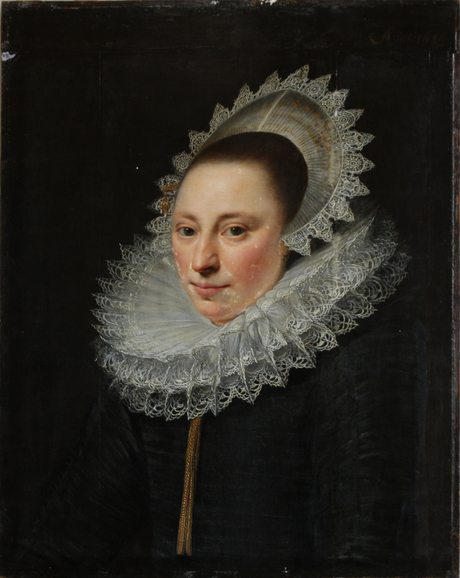
Pintor desconhecido da Holanda, retrato de mulher, século XVII com uma gola rufo. Galeria Nacional da Armênia

Em Veneza, a confecção de rendas era originalmente realizada por mulheres nobres em seu tempo livre, como um passatempo. Algumas das esposas dos Doges também apoiaram a confecção de rendas na República. Uma, Giovanna Malipiero Dandolo, mostrou apoio em 1457 a uma lei que protegia as rendeiras. Em 1476, o comércio de rendas foi seriamente afetado por uma lei que proibia "prata e bordados em qualquer tecido e o Punto in Aria de fios de linho feitos com agulha, ou fios de ouro e prata".  Em 1595, Morosina Morosini, esposa de outro Doge, fundou uma oficina de renda para 130 mulheres.  No início do século XV, a produção de rendas tornou-se uma atividade remunerada, realizada por jovens que trabalhavam em casas de nobres, criando rendas para uso doméstico e em conventos. A renda era um produto de exportação importante de Veneza nos entre os séculos XV e XVI, e a demanda permaneceu forte na Europa, mesmo quando a exportação de outros itens venezianos exportados caiu.  As maiores e mais complexas peças de renda veneziana viravam rufos e golas para membros da nobreza e aristocratas.

#### Bélgica
As rendas eram feitas em Bruxelas no século XV, e algumas amostras dessas rendas sobreviveram. A Bélgica e Flandres se tornaram os principais centros de criação de rendas de bilros principalmente a partir do século XV. Rendas feitas à mão ainda são produzidas atualmente. O linho cultivado na Bélgica contribuiu para a indústria de rendas no país, que produzia fios extremamente finos, fator crítico na textura e qualidade superiores da renda belga. Também foram fundadas escolas para ensinar renda aos jovens. O auge da produção de rendas na Bélgica foi no século XVIII. Bruxelas ficou conhecida pelo point d'Angleterre, assim como Lierre e Bruges também tinham seus próprios estilos de renda. As rendeiras belgas originaram ou desenvolveram vários tipos de renda, como a de Bruxelas ou brabant lace, renda de Flanders, Mechlin, Valenciennes e Binche.

#### Espanha
A rendas começaram a ser produzida cedo na Espanha. No século XVI, sua renda point d'Espagne, feita de fios de ouro e prata, era muito popular. A renda era feita para uso em igrejas e para a mantilha. Estima-se que a arte da renda pode ter vindo da Itália para a Espanha no século XV, ou de Flandres, sua província na época.

#### Alemanha
Barbara Uttmann aprendeu a fazer renda de bilros ainda menina com um refugiado protestante. Em 1561 ela iniciou uma oficina de confecção de renda em Annaberg . Na época de sua morte, em 1575, havia mais de 30 mil rendeiras naquela área da Alemanha. Após a revogação do edito de Nantes na França em 1685, muitas rendeiras huguenotes se mudaram para Hamburgo e Berlim. O primeiro livro de padrões de renda conhecido foi impresso em Colônia em 1527.

#### França
No século XVII, São Jean-François Régis ajudou muitas mulheres a sair da prostituição estabelecendo-as no comércio de rendas e bordados, razão pela qual ele se tornou o padroeiro da renda.

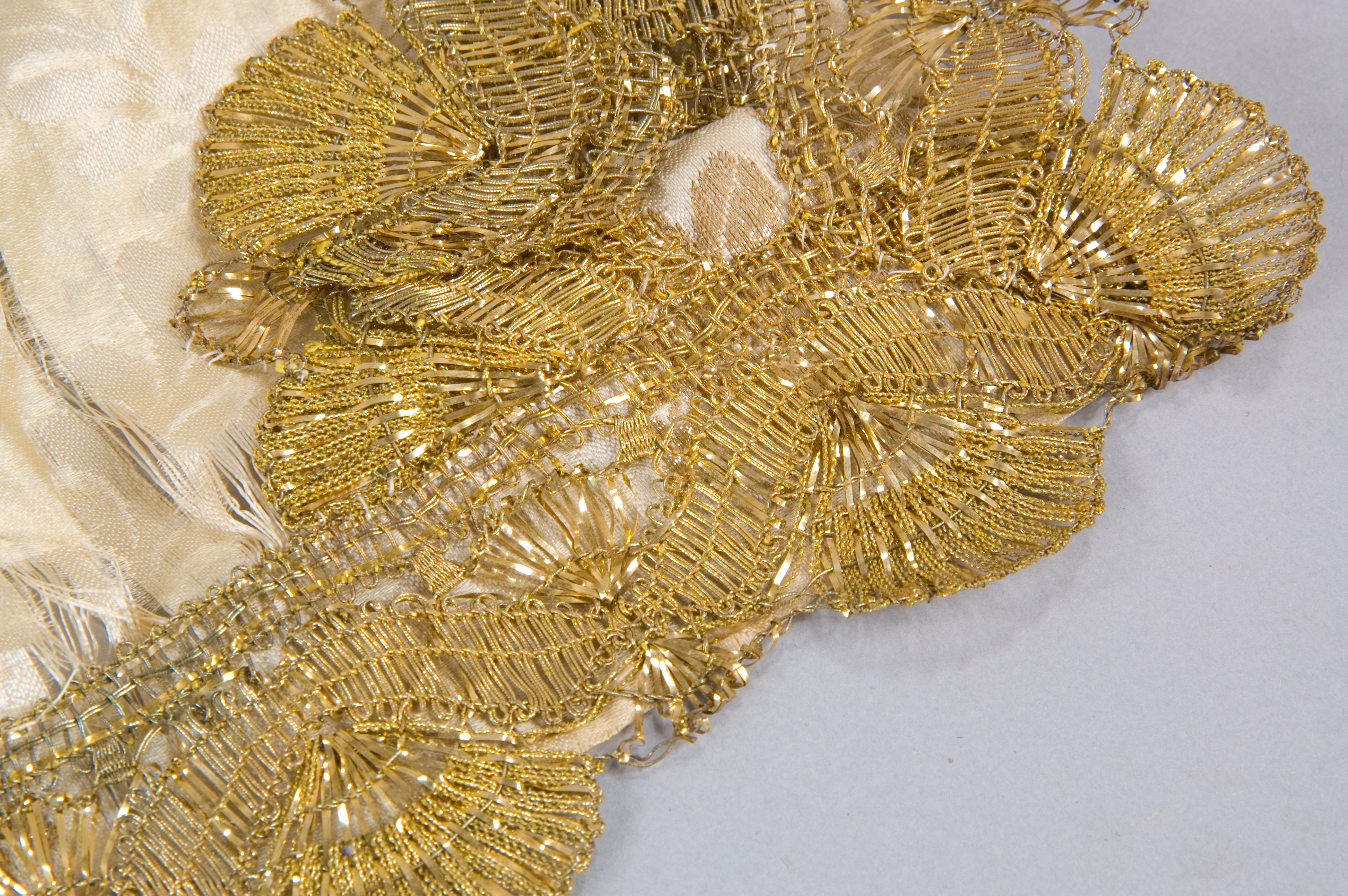
Detalhe da renda dourada em toalha caminho de mesa. Acervo do Museu Paulista.

#### Inglaterra
A renda que era feita na Inglaterra antes da introdução da renda de bilros em meados do século XV era principalmente com ponto vazado ou cortado (punto tagliato) ou trefilada. Em 1554, há uma menção de Sir Thomas Wyatt usando um colarinho enfeitado com renda de bilros, chamada na época de renda de osso pois alguns carretéis eram feitos com esse material.
Existiram duas áreas distintas na Inglaterra onde a confecção de renda tornou-se uma atividade significativa: Devon e parte de South Midlands. Os rendeiros belgas foram incentivados a se estabelecer na cidade de Honiton, Devon, no final do século XVI. Eles continuaram faziam as mesmas rendas de sua terra natal, mas as rendas de Honiton nunca foram aclamadas como as rendas da França, Itália e Bélgica. Enquanto a renda em Devon permaneceu sendo feita de forma muito similar à belga, em South Midlands houve mudanças trazidas por diferentes grupos de emigrantes flamengos, huguenotes franceses e, mais tarde, franceses fugindo da Revolução Francesa.
Catarina de Aragão, quando estava exilada na cidade de Ampthill, Inglaterra, teria apoiado os rendeiros de lá queimando todas as suas rendas e encomendando novas peças. Esta pode ser a origem do feriado da rendeira, o Cattern's Day. Em 25 ou 26 de novembro, não se sabe ao certo, as rendeiras tiveram um dia de folga e os bolos Cattern - pequenos bolos de massa feitos com sementes de cominho - foram feitos em comemoração. Em seu livro de memórias, Samuel Pepys escreveu várias vezes sobre a renda usada em suas roupas, nas de sua esposa e nas de seus conhecidos. Em 10 de maio de 1669 também observou que seria prudente remover a renda dourada das mangas de seu casaco, possivelmente para evitar acusações de ostentação. Em 1840, a rainha Vitória da Reino Unido se casou usando renda em seu vestido de noiva, atitude que teve grande impacto na moda matrimonial.
O declínio da indústria de renda feita à mão na Inglaterra começou por volta de 1780, seguindo a tendência observada em outros países. Algumas das razões para isso incluem o aumento da popularidade das roupas no estilo neoclássico, as questões econômicas ligadas à guerra e o aumento da produção e uso de rendas feitas à máquina.

#### Estados Unidos

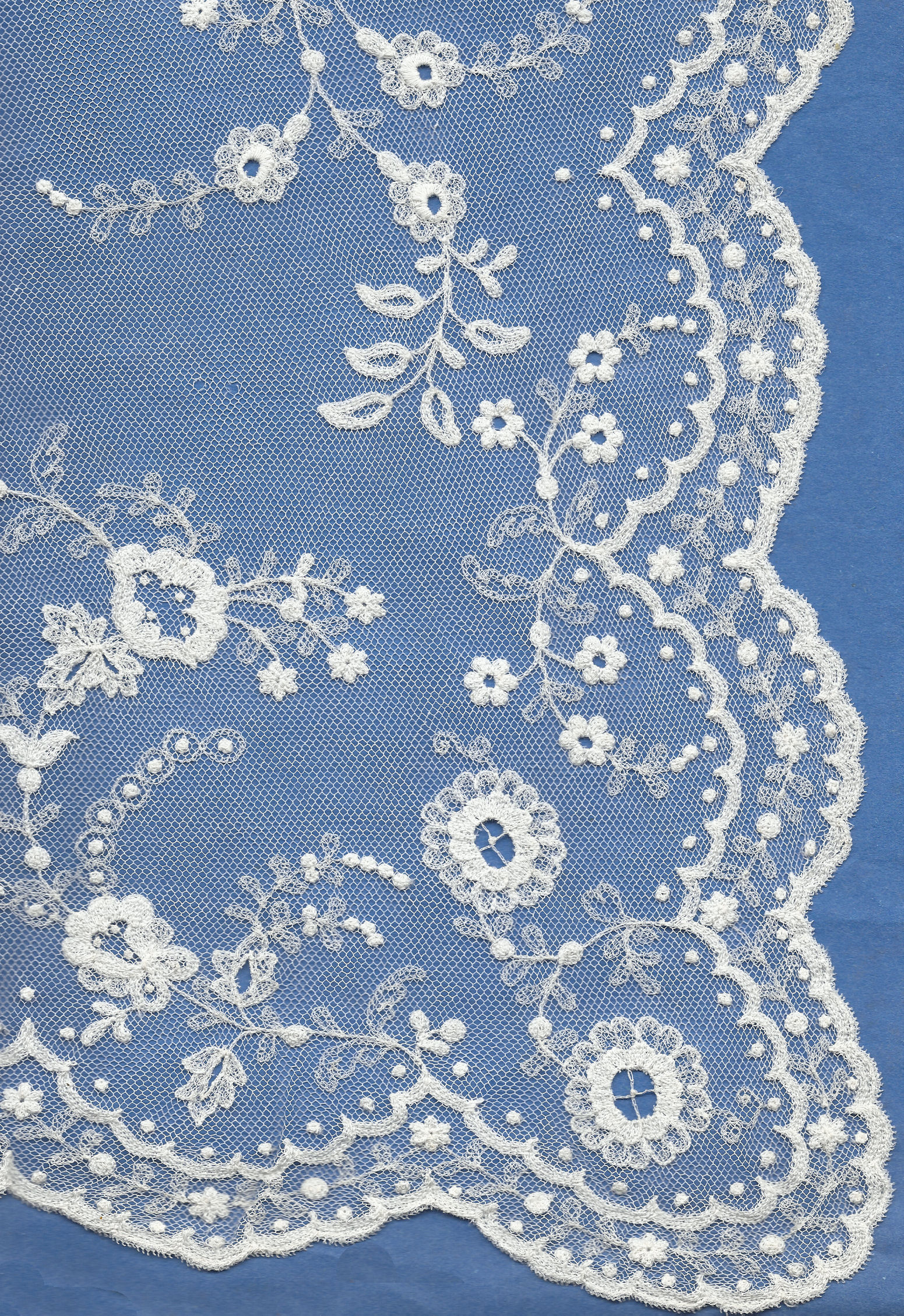
Véu de noiva do século XIX feito em renda Limerick

Colonos norte-americanos de origem britânica e holandesa valorizavam acessórios em renda, como gorros, babados e outros artigos para o pescoço e lenços. As mulheres que podiam pagar tinham esses itens, bem como aventais e vestidos cortados ou feitos inteiramente de renda. Os Estados Unidos também tinham leis suntuárias, como a de Massachusetts de 1634, que não permitia aos cidadãos possuir ou fazer renda. Isso indica que, na época, a renda era confeccionada naquela colônia. Sabe-se que a confecção de rendas era ensinada em internatos em meados do século XVII, e anúncios em jornais a partir do início do século XVII registram anúncios de professores dessa técnica. No século XVIII, a cidade de Ipswich era o único lugar nos Estados Unidos conhecido pela produção de rendas feitas à mão. Em 1786, as mulheres de Ipswich, que eram principalmente das Midlands britânicas, fizeram 42 mil metros de renda de bilros de seda para enfeites.  Máquinas para fazer renda começaram a ser contrabandeadas para o país no início de XVIII, pois a Inglaterra não permitia que essas máquinas fossem exportadas. A primeira fábrica de rendas foi inaugurada em Medway, Massachusetts, em 1818. Em 1824, foi aberta uma fábrica de rendas em Ipswich. Com isso, as mulheres deixaram de fazer renda de bilros para decorar a renda de rede feita à máquina com cerzidos e pontos de tambor, criando o que é conhecido como renda Limerick.
A renda ainda tinha muita procura no século XIX. Os enfeites de renda nos vestidos, para coser, nos bolsos e nas golas eram muito populares. No século XIX, missionários espalharam o conhecimento da confecção de rendas para os povos ameríndios. Sibyl Carter, uma missionária episcopal, começou a ensinar rendas para mulheres ojibuas em Minnesota, em 1890. Na primeira década do século XX, as aulas de como fazer renda eram ministradas para pessoas de diversas nações ameríndias norte-americanas. As rendas feitas nos Estados Unidos baseavam-se em padrões europeus. Na virada do século XX, revistas de bordado difundiram uma variedade de novos padrões de renda.

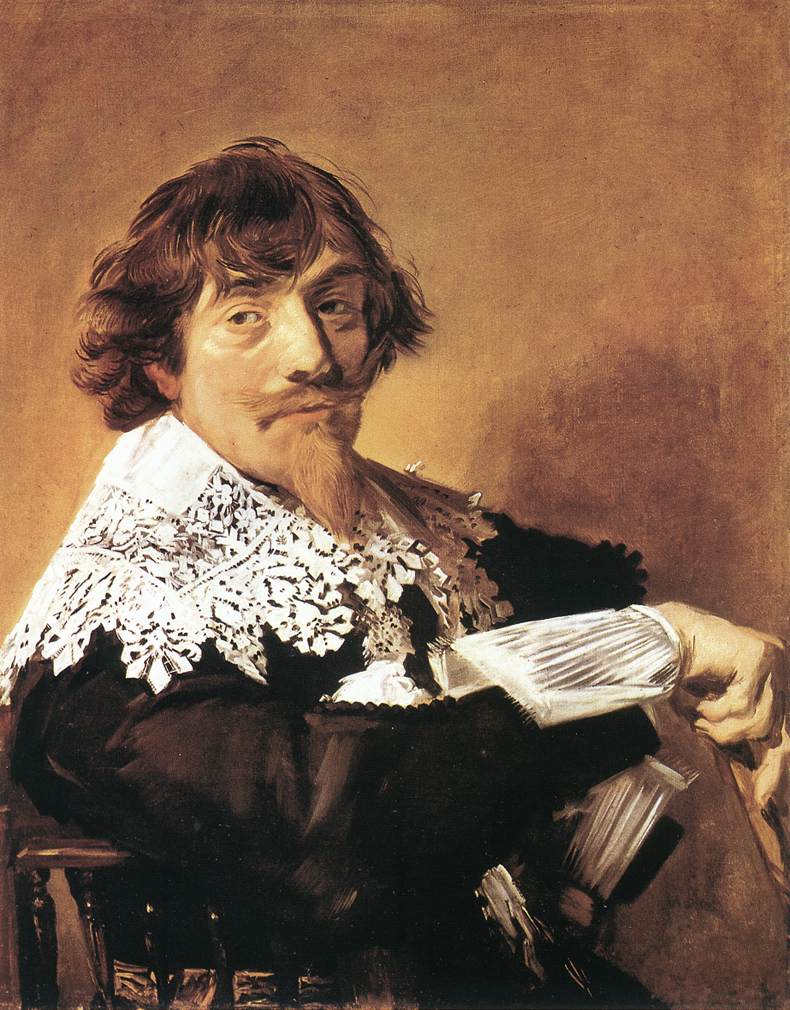
Retrato de um homem, de Frans Hals, c. 1635. Rijksmuseum.

## Pinturas
Os primeiros retratos a representarem a renda são os da escola florentina. Mais tarde, no século XVII, a renda se tornou muito popular e era pintada de forma realista, permitindo ter uma boa ideia da elegância das rendas da época. Retratos à óleo, principalmente de ricos ou nobres, mostravam rendas caras, que tinham um padrão bastante intricado. Representar com precisão não apenas seus modelos, mas também suas rendas foi um desafio para os pintores.
O retrato de um homem, provavelmente Nicolaes Hasselaer, pintado por Frans Hals por volta de 1635, mostra uma roupa preta com gola de renda. A renda da gola é tão detalhada que é possível enxergar perfeitamente seu padrão. Hals criou o efeito renda com salpicos de cinza e branco, usando tinta preta para indicar os espaços entre os fios.

## Dia da Rendeira
O Dia da Rendeira no Brasil foi criado por Ômi Rendero em maio de 2009 e é comemorada no dia 4 de maio. A data foi escolhida porque o mês de maio é o mês das mães e avós, que ensinam essa arte para suas filhas, e o dia 4 é em alusão às quatro operações básicas para se fechar o ponto.[carece de fontes?]
O município de Florianópolis decidiu então criar um outro dia para comemorar o dia da rendeira e criaram o dia 21 de outubro para festejar essa data.